# 路易斯·亨利·摩尔根
路易斯·亨利·摩尔根（英語：Lewis Henry Morgan，1818年11月21日 - 1881年12月17日），出生于纽约州奥罗拉 ，他是美國知名的人類學家和社會理論家的先驅人物，並且是十九世紀美國最偉大的社會科學家之一。最廣為人知的是他討論親屬和社會結構的作品、社會演化理論，他的易洛魁人民族誌。由於他對於親屬關係的研究，摩爾根是早期支持美洲原住民在古代由亞洲遷徙而來的這個理論的學者。他的社會理論影響了後來的左派理論家。摩根是唯一受到查爾斯·達爾文、卡爾·馬克思和西格蒙德·佛洛伊德所引用的美國社會理論家。

## 生平
他在成立於1795年的纽约第二所大学联合学院学习法律。由于他早在童年时期就对故乡附近的印第安人部族易洛魁人的风俗习惯感興趣，青年时代曾经组织一个“大易洛魁社”（Grand Order of the Iroquois），成為創會「戰士」。這個由年輕白人所組成的兄弟會，採用了易洛魁人的某些社會行為，並特別對他們的聯盟感興趣。他們穿著易洛魁人的傳統服飾，並採用某些易洛魁人的儀式，目的在於以更好方式瞭解這個人群。1844年摩爾根遷移到纽约州罗彻斯特擔任律师，當時那裡依然在易洛魁人的領域範圍。他將興趣擴充到學習更多關於易洛魁社會的東西。在同年「戰士」的協助下，包括具有塞內卡人血統的帕克，摩爾根展開破天荒的民族誌研究工作：他研究各種事實，以便從易洛魁人自己的話語來解釋他們的社會。他擔任律师经常为印第安人辩护，维护他们的权利，毕生支持印第安人为反对白人压迫进行的斗争，因此在印第安人中间享有声望。

## 生涯
摩爾根經營商業，並從鐵路與礦場賺進一筆小財富。摩尔根在1861年当选为纽约州众议院议员。1868年又当选为州参议院议员。他的熱情依舊維持在民族誌學術上。
當他經營鐵路，旅行來到密西根州的邊緣地帶，摩爾根對於河狸感到興趣並從事研究，出版一本書，討論透過建造水壩而塑造環境的這種動物。
摩尔根长期研究印第安人的社会制度，对人类的婚姻、亲属制度、氏族制度作了大量的研究。并将人类社会划分为蒙昧时代、野蛮时代、文明时代。
在1850年代晚期，摩爾根利用他在商業與法律工作的空檔，對於親屬稱謂進行比較研究。起初他想要證明新世界的原住民原先來自亞洲；摩爾根企圖提出支持單一起源論的證據，這個理論主張所有的人類都從一個共同來源傳承下來（這與多重起源論相對立）。由於達爾文學派的革命，這個最初的研究動機變得不切題。此外，摩爾根對於親屬關係的比較研究逐漸感到興趣，他將親屬關係視為理解較大的社會動力的一個窗口；他將親屬關係視為社會的基本構件。
在1850年代末期和1860年代，摩根從各個印第安人部族蒐集親屬關係的資料。在他的親屬關係比較研究，摩根回應來自世界各地的學者、傳教士、美國印地安人代表、殖民地官員與軍官。他研發了一套問卷，可讓其他人自行填寫，以便他能以標準化方式蒐集資料。在這幾年，他做了數次為期幾個月的長途旅行，前往當時所稱的蠻荒西部（Wild West），以推進他的研究。
摩爾根與表親瑪莉史提勒（Mary Steele）結婚，育有二女一男。1862年，他在南達科塔州的北蘇城正在從事可能是最後一次長途旅行時，摩爾根接到兩個年幼女兒瑪莉與海倫相隔兩個星期先後去世的消息。
「我的三個孩子其中兩個被上帝接走了」，他在日記中寫道，「我的家庭毀了。這個消息完全把我嚇壞了。我沒有流下一滴眼淚。這個悲傷的感覺太深刻了，連眼淚都流不出來。因此這個消息終結了我最後的遠征。我要回家，我這個可憐且被毀掉的男人，要回去陪伴受到嚴重打擊與哀傷的妻子。」
摩根繼續與妻子和兒子過著圓滿的生活。他有一個日益闊大的商業和政治生涯。他積極從事與美國對印第安人的政策；並試圖成為印地安事務長官和大使，但未能成功。他在幾次的歐洲旅行期間，會見了查爾斯·達爾文以及當時英國幾位偉大的人類學家。他繼續獨立的學術生涯，並不隸屬於任何大學。
除了他的重要著作，摩爾根是追隨者的知識導師，包括約翰·威斯利·鮑威爾，鮑威爾後來擔任史密森尼學會的領導人。摩爾根對平日發生的議題發表評論。透過他的人類學著作，摩爾根協助同時代的人們理解正在周遭發生的社會變遷。
摩尔根在1879年獲選為美国科学促進会主席，他也是美国国家科学院院士。
摩爾根於1881年逝世。同一年，卡爾·馬克思開始閱讀摩爾根的《古代社會》（Ancient Society），因而開啟摩爾根在死後對於歐洲思想家的影響。

## 民族學著作
摩爾根在「大易洛魁社」的日子，對於美國原住民產生了研究興趣。在1846年摩爾根研究易洛魁人的部族西尼加人時，由鹰氏族接納為族人，這有部份是為了讚揚他協助該氏族保有他們的保留地，免於遭到歐裔美國人奪走。西尼加人將摩爾根所取的族人名字是 Tayadaowuhkuh，意思是「搭橋在鴻溝上」（介於易洛魁人與歐裔美國人之間）。当年发表了14封《关于易洛魁人的通信》。他在1851年根据对这个部族的考察，发表了《易洛魁人的联盟》一书，可以说是世界上最早的民族学著作。
他从易洛魁人当中发现的特殊亲属制度出发，在密歇根州北部的印第安人中发现实质相同的制度和称呼，根据印度部分地区沿用的亲属关系术语，证明印第安人源自亚洲，1870年他发表了《血亲和姻亲制度》一书，对亲属关系作了精辟的论述，为研究家庭史“开辟了一条新的研究途径及进一步窥探人类史前史的可能”，引起当时人们对社会发展研究的兴趣。1872年他又发表了一部关于澳大利亚亲属关系的人类学著作。
1877年他根据歷經40年的研究、观察和搜集材料，結合對古典希臘與羅馬帝國的詳盡研究，写出了鉅著《古代社会》。发展了他的社會演化的理论。他介紹了關於社會進步與技術進步之間的重要關聯。他強調家庭與財產關係具有核心地位。摩爾根追蹤在技術、家庭關係、財產關係、較大的社會結構與治理體系、以及知識發展等等項目的演化之間的交錯關係。
摩爾根檢視了跨越相當大時間向度的人類存在，呈現三個演化階段：蒙昧、野蠻與文明。這些階段進一步依據技術發明來細分，例如在蒙昧時代使用火、弓、陶器；在野蠻時代的動物家養 、農業與煉鐵術；以及在文明時代拼音文字與書寫的發展。 (在某種程度上，這是為了創造一套解釋北美洲歷史的架構，可與當時由丹麥學者發展出的歐洲史前史的三階段架構做比較。)
他生前收集了不少印第安人物品，都收藏在纽约州立博物馆中。
人类学家们承认他是第一位系统地研究人类亲属关系的人，但也有的人类学家认为他的演化理论没有根据。他的理论曾引起马克思和恩格斯很大的兴趣，认为他对所有人类最初社会都是母权制的发现，其意义相当于达尔文发现演化论。“一下子说明了希腊、罗马上古史中最困难的地方，同时，出乎意料地给我们阐明了国家产生以前原始时代社会制度的基本特征”。
主要著作有：
- 《古代社会》：恩格斯在此书基础上写了《家庭、私有制和国家的起源》
- 《易洛魁联盟》
- 《人类家庭的亲属制度》

## 引用文獻
1. ↑  Lewis Henry Morgan, The Indian Journals, 1859-62, ed. Leslie A. White, New York: Dover Publications, 1993, p. 231
2. ↑  Steven Conn, History's Shadow: Native Americans and Historical Consciousness in the Nineteenth Century, Chicago: University of Chicago Press, 2004,

## 研究書目
- 王銘銘：《裂縫間的橋——解讀摩爾根《古代社會》》（濟南：山東人民出版社，2004）。